# Landkreis Dux

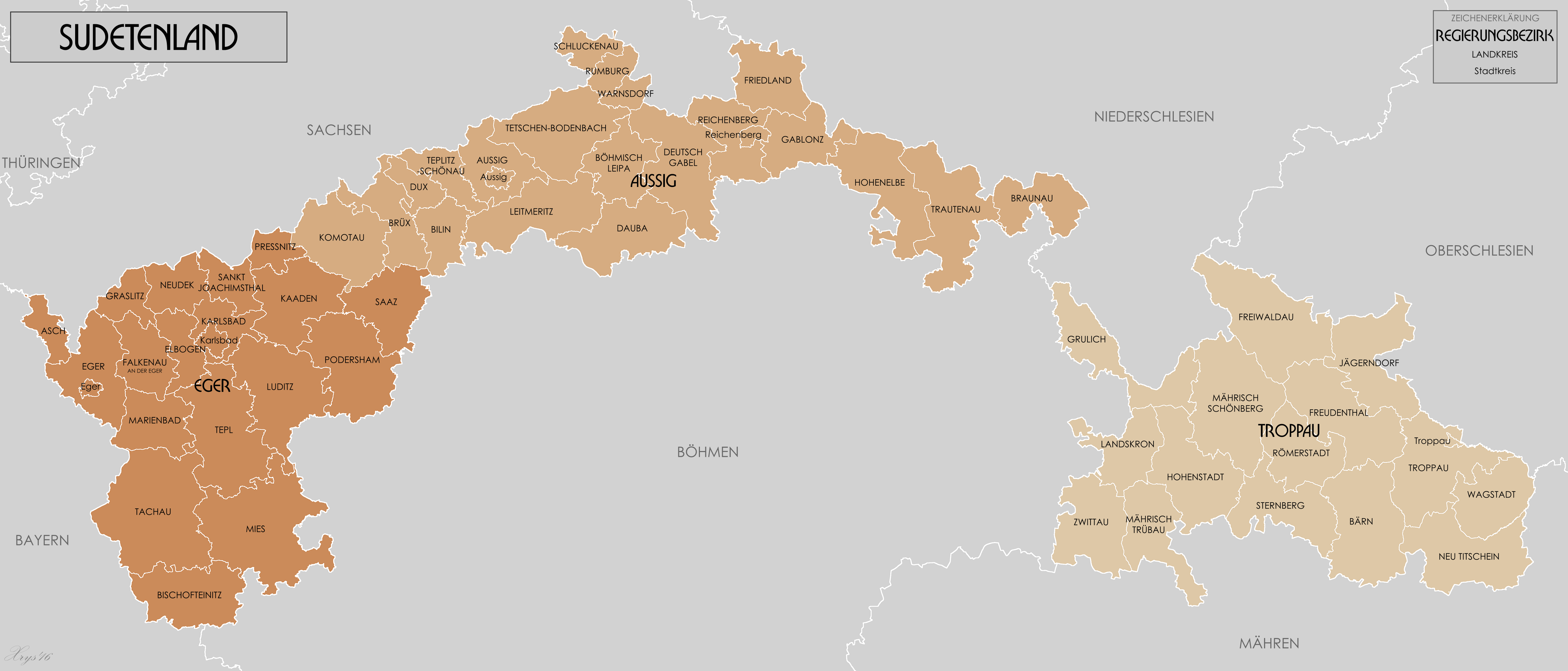
Verwaltungskarte des Reichsgaus Sudetenland

Der Landkreis Dux bestand von 1938 und 1945 im vom Deutschen Reich annektierten Sudetenland bzw. Reichsgau Sudetenland. Er umfasste am 1. Januar 1945 vier Städte:
- Dux
- Klostergrab
- Ladowitz
- Ossegg

und sieben weitere Gemeinden.
Bei der Volkszählung 1939 hatte der Landkreis Dux 39486 Einwohner auf 139,73 km².

## Verwaltungsgeschichte

### Tschechoslowakei / Deutsche Besatzung
Der politische Bezirk Dux des Königreichs Böhmen der Habsburgermonarchie gehörte ab 1918 als politischer Bezirk Duchcov zur Tschechoslowakei.
Nach dem Münchner Abkommen vom 29. September 1938 besetzten zwischen dem 1. bis 10. Oktober 1938 deutsche Truppen das Sudetenland. Der politische Bezirk Duchcov trug fortan die frühere deutsch-österreichische Bezeichnung Dux. Er umfasste die Gerichtsbezirke Bilin und Dux. Seit dem 20. November 1938 führte der politische Bezirk Dux die Bezeichnung „Landkreis“. Er unterstand bis zu diesem Tage dem Oberbefehlshaber des Heeres, Generaloberst Walther von Brauchitsch, als Militärverwaltungschef.

### Deutsches Reich
Am 21. November 1938 wurde das Gebiet des Landkreises Dux mit dem Sudetenland förmlich in das Deutsche Reich eingegliedert und kam zum Verwaltungsbezirk der Sudetendeutschen Gebiete unter dem Reichskommissar Konrad Henlein.
Sitz der Kreisverwaltung wurde die Stadt Dux.
Ab dem 15. April 1939 galt das Gesetz über den Aufbau der Verwaltung im Reichsgau Sudetenland (Sudetengaugesetz). Danach kam der Landkreis Dux zum Reichsgau Sudetenland und wurde dem neuen Regierungsbezirk Aussig zugeteilt.
Zum 1. Mai 1939 wurde eine Neugliederung der Kreise im Sudetenland verfügt. Danach wurde aus dem Gerichtsbezirk Bilin – ohne die Gemeinde Patokrey – der neue Landkreis Bilin geschaffen. Das übrige Gebiet blieb als Landkreis Dux erhalten; nur die Ortschaft Ladung wurde an den Landkreis Brüx abgetreten.
Bei diesem Zustand blieb es bis zum Ende des Zweiten Weltkrieges.
Der politische Bezirk Dux wurde in der Tschechoslowakei 1945 wiederhergestellt und bestand noch bis 1960. Heute gehört das Gebiet zum Ústecký kraj der Tschechischen Republik.

## Landräte
1938–1939: Hermann Krutsch (1905–1982)
1939–1942: Alfred Karl Emil Pönisch
1942–1945: Richard Noltsch (1888–1962)

## Kommunalverfassung
Bereits am Tag vor der förmlichen Eingliederung in das Deutsche Reich, nämlich am 20. November 1938, wurden alle Gemeinden der Deutschen Gemeindeordnung vom 30. Januar 1935 unterstellt, welche die Durchsetzung des Führerprinzips auf Gemeindeebene vorsah. Es galten fortan die im bisherigen Reichsgebiet üblichen Bezeichnungen, nämlich statt:
- Ortsgemeinde: Gemeinde,
- Marktgemeinde: Markt,
- Stadtgemeinde: Stadt,
- Politischer Bezirk: Landkreis.

## Ortsnamen
Es galten im Allgemeinen die bisherigen Ortsnamen weiter, und zwar in der deutsch-österreichischen Fassung von 1918.
Allerdings fanden lautliche Angleichungen statt, wie:
- Likwitz: Liquitz,
- Maria Radcitz: Maria Ratschitz,
- Ossek: Ossegg.

1943 wurden die Gemeinden Schellenken und Sobrusan zur neuen Gemeinde Neubergen zusammengeschlossen.